# Musée Pierre-Marly
Le musée Pierre-Marly est un ancien musée de Paris (France) qui était situé au 380, rue Saint-Honoré, dans le 1er arrondissement. Sa collection est transférée au musée de la lunette de Morez (Jura) en 2002.